# Битка код Кулевче
Битка код Кулевче вођена је 11. јуна 1829. године између турске и руске војске. Део је руско-турског рата (1828—1829), а завршена је победом Русије.

## Увод
Турски велики везир Мехмед Решид-паша кренуо је 29. маја из Шумле и опсео Провадију са око 40.000 људи и 56 оруђа. На то је генерал Дибич кренуо 5. јуна од Силистре ка Таушању са 30-31.000 људи и 146 топова. Дошао је у позадину турске војске. Сазнавши за појаву Руса у њиховој позадини, Турци су 10. јуна напустили опсаду Провадије како би одступили ка Шумли. Идућег дана долази до боја.
Турска војска је у бици разбијена. Сам везир Мехмед Решид-паша једва се спасао са остатком своје коњице. Руси су заробили 2000 војника, запленили 6 застава, сву опсадну и пољску артиљерију, а изгубили 63 официра и 2248 подофицира и војника.